# Gubernatorzy generalni Barbadosu
Gubernator generalny Barbadosu – funkcja istniejąca w systemie politycznym Barbadosu od uzyskania przez to państwo niepodległości w 1966 do wprowadzenia w nim systemu republikańskiego 30 listopada 2021 roku. Gubernatorzy generalni reprezentowali monarchę brytyjskiego, będącego formalną głową państwa, i wykonywali w jego imieniu wszystkie jego uprawnienia (choć w praktyce wyłącznie na wniosek rządu). 
Ostatnią gubernator generalną była Sandra Mason, która 30 listopada 2021 roku objęła urząd pierwszego prezydenta Barbadosu.

## Lista gubernatorów generalnych
- tymczasowo

| # | Imię i Nazwisko                      | Portret | Kadencja          | Kadencja             | Monarcha    |
| # | Imię i Nazwisko                      | Portret | Od                | Do                   | Monarcha    |
| - | ------------------------------------ | ------- | ----------------- | -------------------- | ----------- |
| 1 | John Montague Stow (1911-1997)       |         | 30 listopada 1966 | 18 maja 1967         | Elżbieta II |
| 2 | Arleigh Winston Scott (1900-1976)    |         | 18 maja 1967      | 9 sierpnia 1967      | Elżbieta II |
| – | William Randolph Douglas (1921-2003) |         | 9 sierpnia 1967   | 17 listopada 1967    | Elżbieta II |
| 3 | Deighton Lisle Ward (1909-1984)      |         | 17 listopada 1967 | 9 stycznia 1984      | Elżbieta II |
| – | William Randolph Douglas (1921-2003) |         | 10 stycznia 1984  | 24 lutego 1984       | Elżbieta II |
| 4 | Hugh Springer (1913-1994)            |         | 24 lutego 1984    | 6 czerwca 1990       | Elżbieta II |
| 5 | Nita Barrow (1916-1995)              |         | 6 czerwca 1990    | 19 grudnia 1995      | Elżbieta II |
| – | Denys Williams (1929-2014)           |         | 19 grudnia 1995   | 1 czerwca 1996       | Elżbieta II |
| 6 | Clifford Husbands (1926-2017)        |         | 1 czerwca 1996    | 31 października 2011 | Elżbieta II |
| – | Elliot Belgrave (ur. 1931)           |         | 1 listopada 2011  | 30 maja 2012         | Elżbieta II |
| – | Sandra Mason (ur. 1949)              |         | 30 maja 2012      | 1 czerwca 2012       | Elżbieta II |
| 7 | Elliot Belgrave (ur. 1931)           |         | 1 czerwca 2012    | 30 czerwca 2017      | Elżbieta II |
| – | Philip Greaves (ur. 1931)            |         | 1 lipca 2017      | 8 stycznia 2018      | Elżbieta II |
| 8 | Sandra Mason (ur. 1949)              |         | 8 stycznia 2018   | 30 listopada 2021    | Elżbieta II |